# Taylor-sor

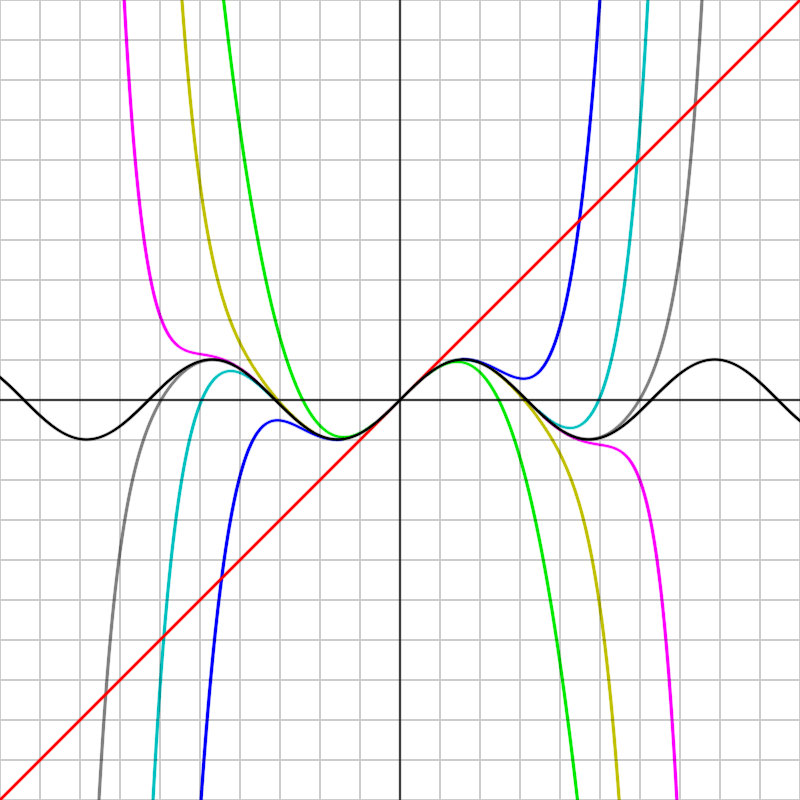
A Taylor-sorfejtés lehetőséget ad arra, hogy a függvényeket első, másod, … sokadfokú polinomokkal közelítsük. Az ábrán a sin(x) függvény hatványsorba fejtései láthatóak n = 1, 3, 5, 7, 9, 11 és 13 fokig bezárólag. A 13-ad fokú Taylor-polinom – a képfelbontás hibahatárán belül – a szinuszfüggvénynek már csaknem másfél teljes periódusát előállítja. Végtelen határátmenetben a Taylor-sor egybeesik a szinuszfüggvénnyel.

A matematikában Taylor-sornak nevezünk hatványfüggvényeknek egy speciális alakú függvénysorát. A Taylor-sorok határértékben gyakran előállítanak bonyolultabb függvényeket (például trigonometrikus vagy hiperbolikus függvényeket), melyek közelítő értékei így pusztán hatványozással kiszámíthatók. A függvények Taylor-sor alakjában történő felírását a függvények hatványsorba fejtésének nevezzük.

## Definíciók
Legyen
{\displaystyle \sum (c_{n}\cdot (x-a)^{n})}
az a pont körüli valós (vagy komplex) hatványsor és legyen ennek konvergenciatartománya a valós (vagy komplex) számok V részhalmaza. Azt mondjuk, hogy ∑(cn(x-a)n) Taylor-sor, ha létezik olyan f, az a pont egy környezetén értelmezett, az a pontban végtelenszer differenciálható (valós vagy komplex) függvény, hogy minden n nemnegatív egész számra
{\displaystyle c_{n}={\frac {f^{(n)}(a)}{n!}}},
ahol {\displaystyle f^{(n)}(a)} az f függvény a-beli n-edik deriváltját jelöli (vagyis a megállapodás szerint f (0) = f, f (1) = f ' , f (2) = f " , …), n! pedig az n szám faktoriálisa.
Azaz a ∑ ( cn(x-a)n ) Taylor-sor összegfüggvénye ( T ) minden egyes x ∈ V pontban:
Úgy is szokás fogalmazni, hogy a fenti sor az f függvény a ponthoz tartozó Taylor-sora. Ebben az esetben az f függvény a pont körüli Taylor-sorának összegfüggvényét
{\displaystyle T_{a}^{f}}
jelöli.
Amennyiben a hatványsor középpontja 0, azaz a sorösszeg
{\displaystyle T(x)=\sum _{n=0}^{\infty }{\frac {f^{(n)}(0)}{n!}}x^{n}},
akkor a Taylor-sort még MacLaurin-sornak is nevezzük.

## Példák, motiváció
Végtelenszer differenciálható függvények Taylor-sorai adott esetben előállítják magát a függvényt.

### Polinomfüggvények
Tekintsük az 
{\displaystyle f(x)=x^{2}+2x+1\,}
valós függvényt, és határozzuk meg a {\displaystyle 0} körüli Taylor-sorának együtthatóit!
{\displaystyle c_{0}={\frac {f^{(0)}(0)}{0!}}={\frac {f(0)}{1}}=1}
{\displaystyle c_{1}={\frac {f^{(1)}(0)}{1!}}={\frac {f'(0)}{1}}=2}
{\displaystyle c_{2}={\frac {f^{(2)}(0)}{2!}}={\frac {f''(0)}{2}}=1}
{\displaystyle c_{n}={\frac {f^{(n)}(0)}{n!}}=0}, ahol {\displaystyle n>2}.
A függvény {\displaystyle 0} körüli Taylor-sora tehát:
{\displaystyle 1+2\cdot x+1\cdot x^{2}+0+...} ,
vagyis a függvény Taylor-sorának összegfüggvénye egyenlő magával a függvénnyel.
Ez minden polinomfüggvényre is igaz.
Polinomfüggvény 0-hoz tartozó Taylor-sorának összegfüggvénye előállítja magát a polinomot (ugyanazokkal az együtthatókkal). Jelben, ha P a polinomfüggvény, akkor T0P = P.

### Hatványsorok
Tekintsük a
{\displaystyle \sum (b_{n}(x-a)^{n})}
hatványsor P összegfüggvényét és Taylor-sorának együtthatóit!
{\displaystyle c_{0}={\frac {P^{(0)}(a)}{0!}}={\frac {P(a)}{1}}=b_{0}\cdot 0^{0}=b_{0}\cdot 1=b_{0}}
{\displaystyle c_{1}={\frac {P^{(1)}(a)}{1!}}={\frac {\left(\sum \limits _{n=0}^{\infty }b_{n}\cdot (x-a)^{n}\right)'|_{x=a}}{1}}=\sum \limits _{n=1}^{\infty }\left(b_{n}\cdot (x-a)^{n}\right)'|_{x=a}=\sum \limits _{n=1}^{\infty }b_{n}\cdot n\cdot (x-a)^{n-1}|_{x=a}=b_{1}}
{\displaystyle c_{2}={\frac {P''(a)}{2!}}={\frac {\sum \limits _{n=2}^{\infty }b_{n}\cdot n(n-1)\cdot (x-a)^{n-2}|_{x=a}}{2}}=b_{2}}
…
{\displaystyle c_{n}=b_{n}\,}.
A fenti számításnál felhasználtuk a függvénysorok (illetve a hatványsorok) deriválására vonatkozó összefüggést, vagyis azt, hogy (a tétel feltételeinek megfelelő esetben) a szumma és a deriválás felcserélhető.
Végül azt kaptuk, hogy
Hatványsor (saját középpontjához tartozó) Taylor-sora előállítja magát a hatványsort: TaP = P.

### Elemi függvények
Nézzük példaként az ábrán már látott szinuszfüggvényt. Ennek n-edik deriváltjai:
{\displaystyle \sin ^{(0)}(0)=0\,}
{\displaystyle \sin ^{(1)}(0)=1\,} hiszen {\displaystyle \sin '(0)=\cos(0)=1\,{\breve {5}}}
{\displaystyle \sin ^{(2)}(0)=0\,} hiszen {\displaystyle \sin ''(0)=-\sin(0)=0\,}
{\displaystyle \sin ^{(3)}(0)=-1\,} hiszen {\displaystyle -\cos(0)=-1\,}
{\displaystyle \sin ^{(4)}(0)=0\,} hiszen {\displaystyle \sin(0)=0\,}
{\displaystyle \vdots }
{\displaystyle \sin ^{(4k+r)}(0)=0\,}, ha r páros; {\displaystyle 1\,}, ha r = 1; és {\displaystyle -1\,}, ha r = 3.
Azaz a Taylor-sor összegképlete:
{\displaystyle \sin(x)=\sum \limits _{n=0}^{\infty }{\frac {(-1)^{n}}{(2n+1)!}}x^{2n+1}}

### Nem elemi függvények
Vannak olyan függvények, melyek ugyan végtelenszer differenciálhatóak, de nem lehet őket elemi függvények segítségével kifejezni (azaz sem hatványfüggvényekkel, sem exponenciális függvényekkel sem trigonometrikus, vagy hiperbolikus függvényekkel illetve ezek inverzeivel nem kifejezhetők). Ilyenkor hasznos megoldásnak tűnik a Taylor-sorfejtés.
Példa. Tekintsük a (0,1] intervallumon értelmezett
{\displaystyle f(x)={\frac {\sin x}{x}}}
függvényt, illetve ennek [0,1]-re történő egyenletesen folytonos kiterjesztését ( f(0):= 1 ). Ismeretes, hogy az f függvény F integrálfüggvényét nem lehet zárt alakban kifejezni (vagyis az integrál vagy a szumma jel nélkül). Azonban a szinuszfüggvény Taylor-sorát felhasználva írhatjuk, hogy rögzített x ∈ (0,1]-re
{\displaystyle {\frac {\sin x}{x}}={\frac {1}{x}}\sum \limits _{n=0}^{\infty }{\frac {(-1)^{n}}{(2n+1)!}}x^{2n+1}=\sum \limits _{n=0}^{\infty }{\frac {(-1)^{n}}{(2n+1)!}}x^{2n}}
A sor x=0-ban is konvergens és összege 1, így egyenletesen konvergens is ezért
{\displaystyle F(t)=\int \limits _{0}^{t}{\frac {\sin x}{x}}\;dx=\int \limits _{0}^{t}\sum \limits _{n=0}^{\infty }{\frac {(-1)^{n}}{(2n+1)!}}x^{2n}\;dx=\sum \limits _{n=0}^{\infty }\int \limits _{0}^{t}{\frac {(-1)^{n}}{(2n+1)!}}x^{2n}dx=}
{\displaystyle =\sum \limits _{n=0}^{\infty }{\frac {(-1)^{n}}{(2n+1)!}}{\frac {t^{2n+1}}{2n+1}}.}
A számítás során felhasználtuk a függvénysorok integrálására vonatkozó tételt, mely szerint az összegzés és az integrálás felcserélhető.

## Taylor-tétel
A Taylor-tétel arról tesz megállapítást, hogy mennyire tér el a Taylor-sorba fejtett függvény a sor n-edik tagjától, vagyis a
{\displaystyle T_{a,n}^{f}(x)=\sum \limits _{k=0}^{n}{\frac {f^{(k)}(a)}{k!}}(x-a)^{k}}
úgy nevezett Taylor-polinomtól.
Tétel – Taylor-formula Lagrange-féle maradéktaggal – Ha az f valós-valós függvény (n+1)-szer differenciálható az értelmezési tartománya belsejének egy a pontja körüli I intervallumban, akkor tetszőleges, I-beli x ponthoz létezik az a és x között olyan {\displaystyle \xi \,} szám, amire:
{\displaystyle f(x)-T_{a,n}^{f}(x)={\frac {f^{(n+1)}(\xi )}{(n+1)!}}(x-a)^{n+1}}

## Többváltozós Taylor-polinom
Tétel – többváltozós Taylor-formula – Ha az {\displaystyle f:\mathbb {R} ^{k}\rightarrow \mathbb {R} } olyan, hogy összes {\displaystyle (n-1)}-edrendű parciális deriváltjai az {\displaystyle A\in \mathbb {R} ^{k}} pont egy környezetén totálisan differenciálhatók, és az {\displaystyle X\in \mathbb {R} ^{k}} pont benne van ebben a környezetben, akkor 
{\displaystyle {\begin{aligned}f(X)&=f(A)+\sum _{j=1}^{n-1}{\frac {1}{j!}}\sum _{i_{1},i_{2},\dots ,i_{j}=1}^{k}f_{x_{i_{1}},x_{i_{2}},\dots ,x_{i_{j}}}^{(j)}(A)(x_{i_{1}}-a_{i_{1}})\dots (x_{i_{j}}-a_{i_{j}})+\\&+{\frac {1}{n!}}\sum _{i_{1},i_{2},\dots ,i_{n}=1}^{k}f_{x_{i_{1}},x_{i_{2}},\dots ,x_{i_{n}}}^{(n)}(A+\theta (X-A))(x_{i_{1}}-a_{i_{1}})\dots (x_{i_{n}}-a_{i_{n}}),\end{aligned}}}
ahol {\displaystyle f_{x_{i_{1}},x_{i_{2}},\dots ,x_{i_{j}}}^{(j)}} a {\displaystyle j}-edrendű, {\displaystyle x_{i_{1}},x_{i_{2}},\dots ,x_{i_{j}}} változók szerinti parciális deriváltat jelöli. A fenti formula jobb oldalán az utolsó összeget n-edik Lagrange-féle maradéktagnak hívjuk, a többi jobb oldalon álló tagot pedig (n-1)-edik Taylor-polinomnak nevezzük.

## Alkalmazásai

### Alkalmazásai a fizikában
A fizikában Taylor-sorfejtést akkor alkalmaznak, ha egy A fizikai mennyiség (valamilyen hatás miatti) megváltozása nagyságrendekkel kisebb, mint maga a mennyiség. Ekkor azoknak a függvényeknek a megváltozása, melyben A szerepel jól közelíthető a sor néhány első tagjával.
Példa. Egy kis kitérésű fonálinga lengési periódusa a hossza függvényében:
{\displaystyle T=2\pi {\sqrt {\frac {l}{g}}}}
ahol g a gravitációs gyorsulás. A hőmérséklet változásával az eredeti l fonalhosszúság dl-lel megnövekszik, mely kis hőmérsékletkülönbség esetén sokkal kisebb mint maga l. Ekkor a periódusidő:
{\displaystyle T(l+dl)=2\pi {\sqrt {\frac {l+dl}{g}}}=2\pi {\sqrt {{\frac {l}{g}}(1+{\frac {dl}{l}})}}=2\pi {\sqrt {\frac {l}{g}}}{\sqrt {1+x}}}
ahol a dl / l hányadost x-szel jelöltük. Mivel a Taylor-sor:
{\displaystyle {\sqrt {1+x}}\approx 1+{\frac {1}{2}}x-{\frac {1}{8}}x^{2}+...,}
ezért a sorfejtésben az első nem konstans tagig elmenve a periódusidő hosszúságváltozásfüggése:
{\displaystyle T(l+dl)\approx 2\pi {\sqrt {\frac {l}{g}}}\left(1+{\frac {1}{2}}{\frac {dl}{l}}\right)=T(l)+T(l){\frac {1}{2}}{\frac {dl}{l}}.}
Vagyis a periodusidő megváltozása jó közelítéssel:
{\displaystyle dT\approx {\frac {1}{2}}{\frac {T(l)}{l}}dl.}
Példa. Tegyük fel, hogy egy testet egyensúlyából kitérítve az eredeti helye közelében kis rezgéseket végez az egyensúlyi hely közelében ható valamely ismeretlen F visszatérítő erő hatására. Határozzuk meg a test mozgását és a helyzeti energiát. Az U(x) helyzeti energiát (potenciált) hatványsorba fejtjük az x = 0 kitérésű hely körül:
{\displaystyle U(x)=U(0)+\left.{\frac {dU}{dx}}\right|_{x=0}\cdot x+\left.{\frac {1}{2}}{\frac {d^{2}U}{dx^{2}}}\right|_{x=0}\cdot x^{2}+...}
Elegendően kis kitérítés esetén jó közelítést ad, ha csak a Taylor-sor első tagjait vesszük figyelembe. Az előző példával ellentétben azonban az első nem konstans tag nem a sor második tagja lesz, hanem a harmadik, éspedig a következő fizikai indokokból. Mivel a test az x = 0 kitérésű helyen egyensúlyi állapotban van, ezért ott az energia minimális, azaz az U'(0) = dU / dx|x=0 derivált 0. Az mozgást létrehozó energia tehát:
{\displaystyle \Delta U(x)\approx \left.{\frac {1}{2}}{\frac {d^{2}U}{dx^{2}}}\right|_{x=0}\cdot x^{2}={\frac {1}{2}}Dx^{2}}
vagyis a harmonikus rezgőmozgás energiája. (Természetesen ehhez további anharmonikus tagok is járulhatnak, de ezek rendszerint kisebb hatást jelentenek.)

## Néhány elemi függvény Taylor-sora

A szinuszfüggvény (kék) görbéjét a 0 körüli hetedfokú Taylor-polinomja már olyan jól közelíti, hogy a görbét csaknem egy teljes periódusra kb. 0.001 pontosságra előállítja.

Az alábbi függvényeket a 0 pont körül fejtettük Taylor-sorba.
Exponenciális és logaritmusfüggvény:
{\displaystyle \mathrm {e} ^{x}=\sum _{n=0}^{\infty }{\frac {x^{n}}{n!}}} ahol x ∈ R
{\displaystyle \ln(1+x)=\sum _{n=0}^{\infty }{\frac {(-1)^{n}}{(n+1)}}x^{n+1}} ahol |x| < 1
Mértani sor:
{\displaystyle {\frac {x^{m}}{1-x}}=\sum _{n=m}^{\infty }x^{n}} ahol |x| < 1
Binomiális sor:
{\displaystyle (1+x)^{\alpha }=\sum _{n=0}^{\infty }{\alpha  \choose n}x^{n}} ahol |x| < 1 és α ∈ C
Trigonometrikus függvények:
{\displaystyle \sin x=\sum _{n=0}^{\infty }{\frac {(-1)^{n}}{(2n+1)!}}x^{2n+1}} ahol x ∈ R
{\displaystyle \cos x=\sum _{n=0}^{\infty }{\frac {(-1)^{n}}{(2n)!}}x^{2n}} ahol x ∈ R
{\displaystyle \mathrm {tg} \;x=\sum _{n=1}^{\infty }{\frac {B_{2n}(-4)^{n}(1-4^{n})}{(2n)!}}x^{2n-1}\quad =x+{\frac {x^{3}}{3}}+{\frac {2x^{5}}{15}}+...} ahol |x| < π/2
ahol a B-k a Bernoulli-számok.
{\displaystyle \sec x=\sum _{n=0}^{\infty }{\frac {(-1)^{n}E_{2n}}{(2n)!}}x^{2n}} ahol |x| < π/2
{\displaystyle \arcsin x=\sum _{n=0}^{\infty }{\frac {(2n)!}{4^{n}(n!)^{2}(2n+1)}}x^{2n+1}} ahol |x| < 1
{\displaystyle \mathrm {arctg} \;x=\sum _{n=0}^{\infty }{\frac {(-1)^{n}}{2n+1}}x^{2n+1}} ahol |x| < 1
Hiperbolikus függvények:
{\displaystyle \mathrm {sh} \left(x\right)=\sum _{n=0}^{\infty }{\frac {1}{(2n+1)!}}x^{2n+1}} ahol x ∈ R
{\displaystyle \mathrm {ch} \left(x\right)=\sum _{n=0}^{\infty }{\frac {1}{(2n)!}}x^{2n}} ahol x ∈ R
{\displaystyle \mathrm {th} \left(x\right)=\sum _{n=1}^{\infty }{\frac {B_{2n}4^{n}(4^{n}-1)}{(2n)!}}x^{2n-1}} ahol |x| < π/2
{\displaystyle \mathrm {arsh} \left(x\right)=\sum _{n=0}^{\infty }{\frac {(-1)^{n}(2n)!}{4^{n}(n!)^{2}(2n+1)}}x^{2n+1}} ahol |x| < 1
{\displaystyle \mathrm {arth} \left(x\right)=\sum _{n=0}^{\infty }{\frac {1}{2n+1}}x^{2n+1}} ahol |x| < 1